# 金口约翰号战列舰
“金口约翰”号战列舰（羅馬化：Ioann Zlatoust）是俄罗斯帝国海军黑海舰队的叶夫斯塔菲级前无畏舰，是该舰级的第二艘舰。本舰于第一次世界大战前开始建造，但由于俄军在1905年的日俄战争中获得了经验教训，导致设计方案大幅变更，其完工时间被大大的推迟了。
第一次世界大战爆发时，“金口约翰”号及其姊妹舰“叶夫斯塔菲”号是黑海舰队中最现代化的舰只，并在玛丽亚皇后级战列舰服役前的战争第一年充当舰队的核心。1914年末，俄罗斯帝国向奥斯曼帝国宣战后不久，“金口约翰”号和“叶夫斯塔菲”号曾在萨里奇角战役中成功迫使德国战列巡洋舰“戈本”号脱离战斗。1915年初，该舰参与了数次对博斯普鲁斯海峡防御工事轰炸的掩护任务。其中一次又遭遇到了“戈本”号的袭击，但被“金口约翰”号与其他俄罗斯海军前无畏舰一起成功击退。1915年底第一艘无畏舰入役俄国海军，“金口约翰”号被降级为次要角色，并于1918年在塞瓦斯托波尔被编入预备役。
1918年5月，德军占领塞瓦斯托波尔时，“金口约翰”号被俘虏，并于1918年11月停战后被移交给协约国军。1919年当英国撤出塞瓦斯托波尔时，为阻止布尔什维克使用本舰对抗白军，舰载动力系统被摧毁。1920年白军撤离克里米亚时，本舰再次被废弃。1922年至1923年间，“金口约翰”号被苏联拆除。

## 设计描述
“金口约翰”号水线长379英尺（115.5），总长385英尺9英寸（117.6），舷宽74英尺（22.6），最大吃水深28英尺（8.5米），完工时的排水量约为12,855長噸（13,061公噸）。
“金口约翰”号配备了两台三缸立式三胀式发动机驱动两具螺旋桨。22台贝尔维尔水管锅炉为发动机提供蒸汽。这些发动机的总设计输出功率为10,600匹指示馬力（7,904千瓦特），使其最高速度可达到16節（30每小時；18英里每小時）。满载时可装载1,100長噸（1,118公噸）的煤炭，在10節（19每小時；12英里每小時）航速下航程可达到2,100海里（3,900；2,400英里）。“金口约翰”号于1910年7月26日进行了推进试验，在试验中最高速度达到16.2節（30.0每小時；18.6英里每小時），发动机总输出功率为10,623匹指示馬力（7,922千瓦特）。但海军对此结果并不满意，并于8月11日进行了另一次测试，结果发现左舷发动机的中压气缸出现裂缝。在同年11月29日进行的最后一次测试中，“金口约翰”号的马力略有增加，达到10,990匹指示馬力（8,200千瓦特）。
“金口约翰”号装备的主炮包括分别安装在位于舰首和舰尾两座双联装炮塔中的奥布霍夫斯基12英寸1895型40倍径火炮。每座炮塔的射击角度为260°。副武装是4门50倍径1905年型炮安装在上层建筑装甲炮廓的四角。这几门炮的可以向舰体前后两个方向射击，其射击角度达到120°。此外还有12门6英寸（152）卡内特1892年式45倍径炮被安装在下层炮廓中。舰上的反鱼雷艇武装由14门安装在上层甲板的凸角炮座上，以炮盾保护的75（3.0英寸）卡内特1892式50倍径炮组成。舰艇后方的两舷侧各配备两具17.7英寸（450）鱼雷发射管。

### 战时改装
1915年，“金口约翰”号在的烟囱顶部加装了防护格栅以防止被轻型轰炸损坏，此外还在每座炮塔的顶部另外加装了防空炮。最初所用的防空炮是4门75毫米火炮，但后来改为两门75毫米火炮和两门63.5（2.5英寸）炮。

## 服役历史
“金口约翰”号的建造始于1903年11月14日，远早于1904年11月13日举行的龙骨铺设仪式。尽管受到1905年革命的影响，但本舰的总体建造进展相对较快，并于1906年5月13日下水。然而，由于海军吸取了日俄战争中的教训，对该舰的设计细节进行了一系列改动，导致舾装工期大大推迟。其中1907年有七个月的时间，“金口约翰”号的施工作业几乎没有任何进展，工程最终直到1911年4月1日才结束。“金口约翰”号的炮塔原本计划用于改装老旧的前无畏舰“切斯马”号，但在后者的改装工程被取消后，这些炮塔被转用于“金口约翰”号。
第一次世界大战开始前，黑海舰队曾试验由一艘“主舰”控制几艘舰船集中火力的名为“三位一体”的射击战术。这一战术要求这些舰只必须装备相同的武器，并配备额外的无线电设备来发送和接收射程和偏转数据。作为黑海舰队的“主舰”，“金口约翰”号与“叶夫斯塔菲”号以及“潘捷莱蒙”号协同作战。
在俄罗斯于1914年11月2日向奥斯曼帝国宣战两周后，由前无畏舰“叶夫斯塔菲”号、“金口约翰”号、“潘捷莱蒙”号、“罗斯季斯拉夫”号、“三圣徒”号以及3艘巡洋舰组成的黑海舰队在3艘驱逐舰和11艘鱼雷艇的护送下，于11月15日出发炮击特拉布宗。这支舰队于11月17日早晨成功完成任务，然后转向西部沿安纳托利亚海岸搜寻土耳其船只，下午晚些时候前往塞瓦斯托波尔。第二天，这支舰队遭到奥斯曼土耳其海军旗下战列巡洋舰“严君塞利姆苏丹”号（原德国海军战列巡洋舰“戈本”号）和轻巡洋舰“米迪利”号（原德国海军轻巡洋舰“布雷斯劳”号）拦截，这场战斗后来被称为萨雷奇角海战。尽管正值中午时分，但雾蒙蒙的天气使得双方主力舰队最初并未看到彼此。在这次作战中，作为“从舰”的“叶夫斯塔菲”号在“主舰”“金口约翰”号能看到敌方之前一直没有开火。当炮击指令终于传达下来时，其射击参数中的炮击距离比“叶夫斯塔菲”号自己估计的7,700碼（7,000）还多了4,000碼（3,700）。为此先头的“叶夫斯塔菲”号在“严君塞利姆苏丹”号转向以便进行舷侧齐射之前就参照自己测算的数据对其开火了。在第一轮炮火射击中，“叶夫斯塔菲”号发射的一枚12英寸炮弹部分穿透了“严君塞利姆苏丹”号一门15英寸（5.9英寸）副炮的装甲炮廓。但引爆了其中的一些待发弹药并引发了火灾。火灾烧毁了炮廓并烧死了其中的舰员。此后“严君塞利姆苏丹”号脱离与俄军舰队的对峙，然而这是对“严君塞利姆苏丹”号的唯一一次有效命中。在战斗中，“金口约翰”号自己只发射了6发炮弹，因其只有前炮塔才能观察到“严君塞利姆苏丹”号。
1915年1月9日，“米迪利”号和奥斯曼巡洋舰“哈米迪耶”号在从黑海东部执行任务返回途中与俄罗斯舰队遭遇。“米迪利”号击中了“叶夫斯塔菲”号前炮塔，使其暂时失去作战能力后，两巡洋舰利用其速度优势逃脱。1915年3月18日至5月9日期间，“叶夫斯塔菲”号和“金口约翰”号担任掩护，参与了对博斯普鲁斯海峡的几次轰炸任务。前两次轰炸都没有发生意外，但5月9日的轰炸引起了反应，因为格本号在被“爱国之楷”号驱逐舰发现后拦截了俄罗斯战舰。双方舰队都改变航线平行前进，并在17,400碼（15,900）的距离上开火。双方都没有击中目标，尽管“严君塞利姆苏丹”号期间数次差点击中了“叶夫斯塔菲”号。海军中将安德烈·埃伯哈特命令他的舰只以5節（9.3每小時；5.8英里每小時）速度航行，而对手“严君塞利姆苏丹”号却能以25節（46每小時；29英里每小時）的高速航行。由于俄军舰只一直在不断转向，尽管“严君塞利姆苏丹”号航速更快，但还是无法对俄军跨越T字。俄军舰只这一战术机动为“三圣徒”号和“潘捷莱蒙”号加入战局争取到了足够的时间。交火22分钟后，“潘捷莱蒙”号击中了“严君塞利姆苏丹”号两次，之后土耳其军舰脱离战线。在舰队集结后，埃伯哈特上将试图追击敌方战列巡洋舰，但未能成功。
1915年8月1日，随着无畏舰“玛丽娅皇后”号入役，包括“叶夫斯塔菲”号在内的所有其他非无畏舰都被调入第二战列旅。在10月1日，几艘新式无畏舰为“金口约翰”号和“潘捷莱蒙”号提供掩护对宗古尔达克进行炮击，而“叶夫斯塔菲”号则炮击附近的科兹卢。1916年5月，两艘叶夫斯塔菲级战列舰参与了对瓦尔纳的第二次炮击行动。
1918年3月，“叶夫斯塔菲”号和“金口约翰”号被调至塞瓦斯托波尔作为后备舰艇。由于丧失动力，两舰在1918年5月被德军俘虏，并于次年12月被移交给协约国军。1919年4月22日至24日，英军在撤离克里米亚时破坏了两舰的引擎，以防止布尔什维克将其用于对抗俄国白军。两舰在俄国内战期间被双方先后俘获，但在俄国白军于1920年11月撤离克里米亚时被弃置。这些舰只于1922年至1923年间被拆解，但直到1925年11月21日才被从海军名单中除名。

## 脚注

### 引文
1. ↑  刘杨 (2021)，第146頁.
2. ↑  张恩东 (2018)，第203頁.
3. ↑  《俄国与苏联海上力量史》 1983年，第298页、第668页
4. ↑  《国际展望》 2005年，第20期，第86页
5. ↑  McLaughlin (2003)，第147頁.
6. ↑  McLaughlin (2003)，第148, 151–152頁.
7. ↑  McLaughlin (2003)，第148, 150頁.
8. ↑  McLaughlin (2003)，第150頁.
9. ↑  McLaughlin (2003)，第151頁.
10. ↑  McLaughlin (2003)，第310頁.
11. ↑  McLaughlin (2003)，第147, 149–150, 152頁.
12. ↑  Friedman (2008)，第272–273頁.
13. ↑  McLaughlin (2003)，第302–303頁.
14. ↑  McLaughlin (2001)，第127, 129, 133頁.
15. 1 2 3  McLaughlin (2003)，第152頁.
16. ↑  诺埃尔 & 比奇 (1996)，第76頁.
17. ↑  Nekrasov (1992)，第55–57頁.
18. ↑  章骞 (2013)，第395-398頁.
19. ↑  McLaughlin (2003)，第304頁.
20. ↑  Nekrasov (1992)，第90–92頁.

## 期刊来源
- 倪海宁. . 国际展望 (上海市: 上海市国际问题研究院). 2005, (20)  [2016-06-26]. ISSN 1006-1568. （原始内容存档于2016-06-26） （中文（中国大陆））.